# Ligne Nishitetsu Tenjin Ōmuta
La ligne Nishitetsu Tenjin Ōmuta (西鉄天神大牟田線, Nishitetsu Tenjin Ōmuta-sen) est une ligne ferroviaire située dans la préfecture de Fukuoka au Japon. Elle relie la gare de Nishitetsu Fukuoka (Tenjin) à Fukuoka à la gare d'Ōmuta à Ōmuta. C'est la principale ligne de la compagnie Nishitetsu.

## Histoire
La ligne ouvre le 12 avril 1924 entre les actuelles gares de Nishitetsu Fukuoka (Tenjin) et Nishitetsu Kurume. La ligne entière est terminée le 1er juillet 1939.

## Caractéristiques

### Ligne
- Longueur : 74,8 km
- Ecartement : 1 435 mm
- Alimentation : 1 500 V cc par caténaire
- Nombre de voies : 
  - Double voie entre Nishitetsu Fukuoka (Tenjin) et Shikenjōmae, Daizenji et Kamachi, et Hiraki et Ōmuta
  - Voie unique le reste de la ligne

### Gares

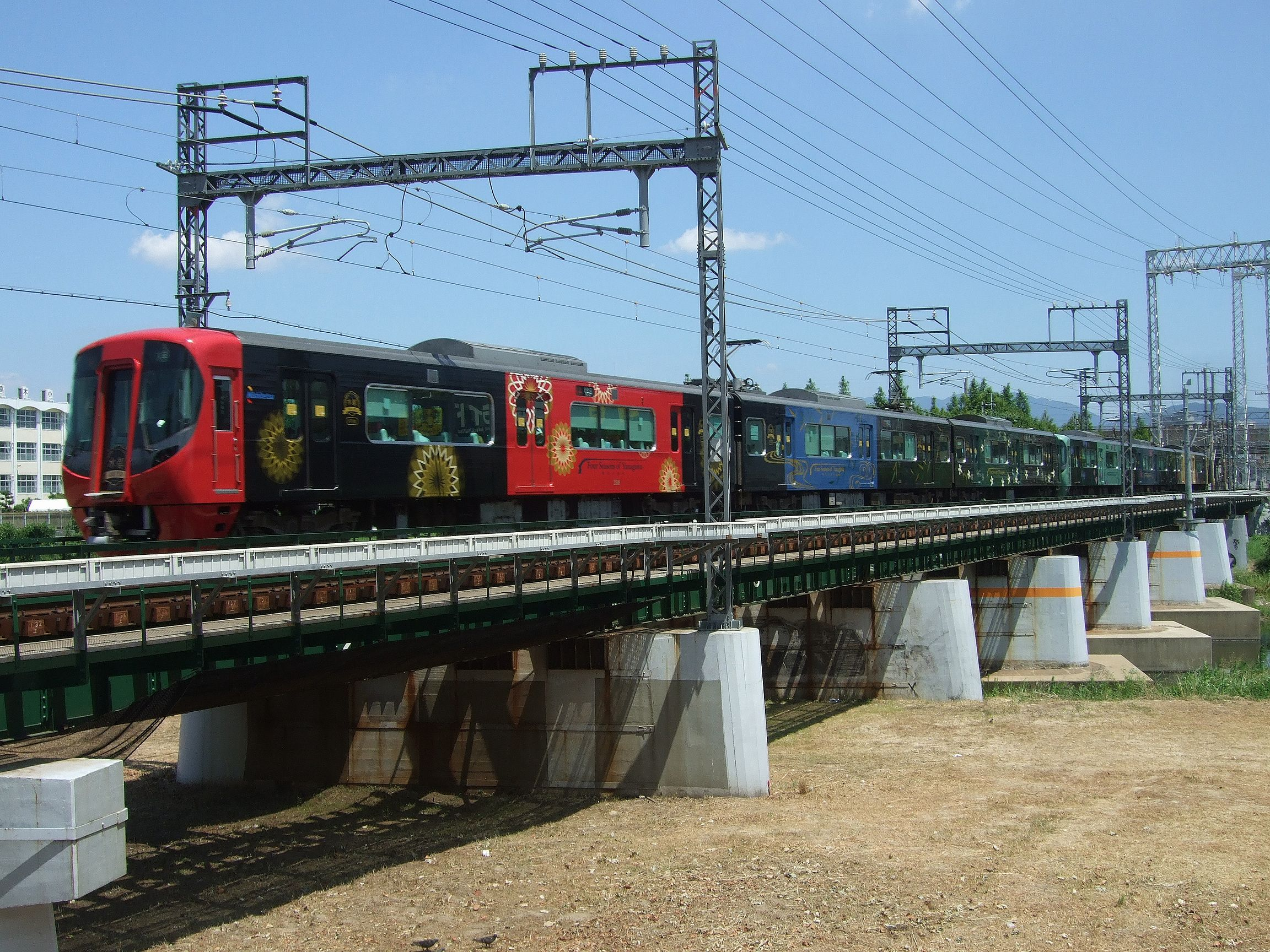
la ligne entre Ohashi et Ijiri.

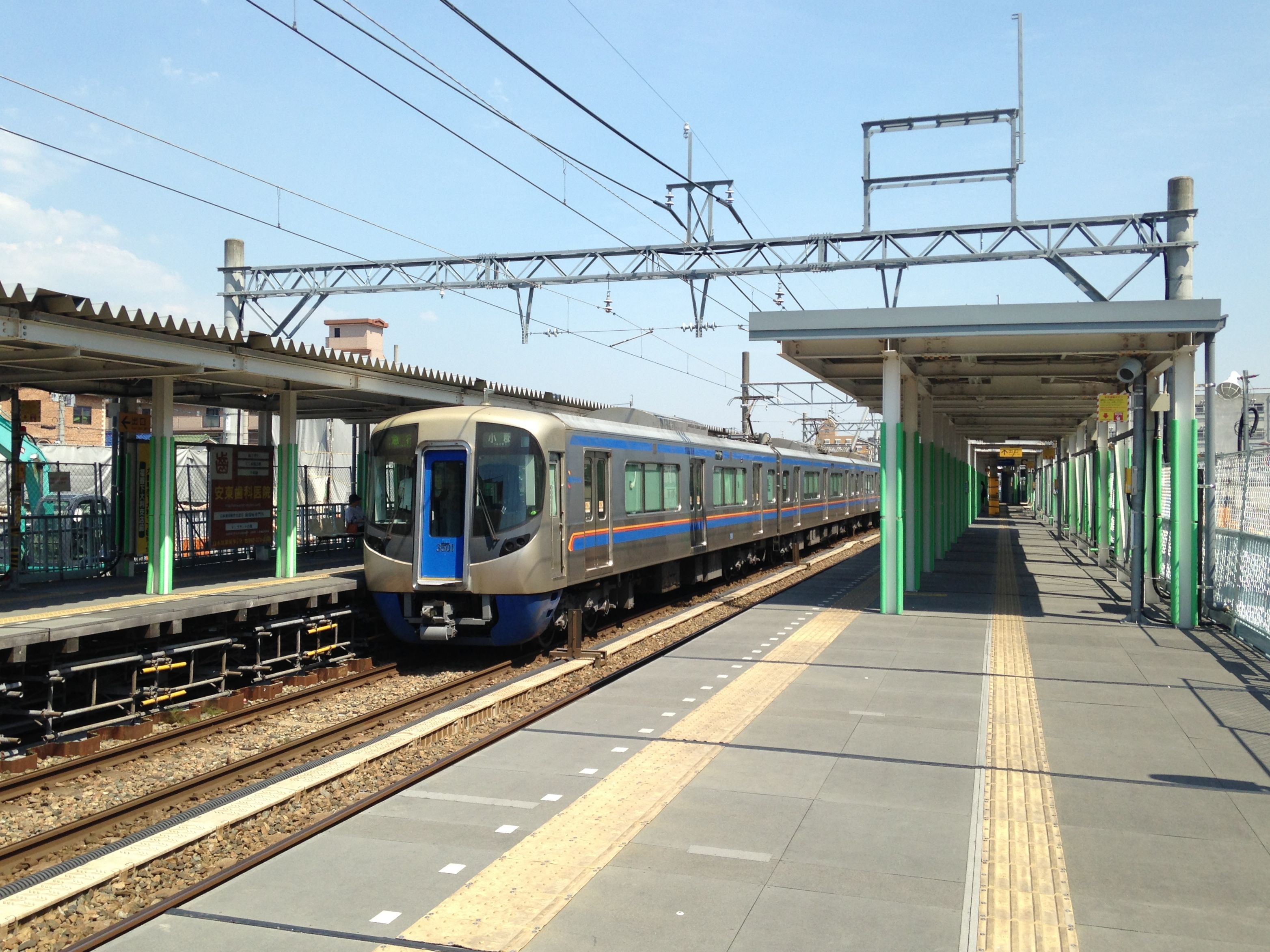
La ligne à Shirakibaru.

La ligne comporte 49 gares, numérotées de T01 à T50.
| Numéro | Gare                        | Nom japonais    | Distance (km) | Correspondances                                                | Localisation       |
| ------ | --------------------------- | --------------- | ------------- | -------------------------------------------------------------- | ------------------ |
| T01    | Nishitetsu Fukuoka (Tenjin) | 西鉄福岡 (天神) | 0             | Métro de Fukuoka : Kūkō (à Tenjin), Nanakuma (à Tenjin-Minami) | Chūō-ku, Fukuoka   |
| T02    | Yakuin                      | 薬院            | 0,8           | Métro de Fukuoka : Nanakuma                                    | Chūō-ku, Fukuoka   |
| T03    | Nishitetsu Hirao            | 西鉄平尾        | 1,8           |                                                                | Chūō-ku, Fukuoka   |
| T04    | Takamiya                    | 高宮            | 2,9           |                                                                | Minami-ku, Fukuoka |
| T05    | Ōhashi (ja)                 | 大橋            | 4,3           |                                                                | Minami-ku, Fukuoka |
| T06    | Ijiri                       | 井尻            | 6,1           |                                                                | Minami-ku, Fukuoka |
| T07    | Zasshonokuma                | 雑餉隈          | 8,0           |                                                                | Hakata-ku, Fukuoka |
| T09    | Kasugabaru                  | 春日原          | 9,5           |                                                                | Kasuga             |
| T10    | Shirakibaru                 | 白木原          | 10,8          |                                                                | Ōnojō              |
| T11    | Shimoōri                    | 下大利          | 11,6          |                                                                | Ōnojō              |
| T12    | Tofurōmae                   | 都府楼前        | 13,8          |                                                                | Dazaifu            |
| T13    | Nishitetsu Futsukaichi      | 西鉄二日市      | 15,2          | Nishitetsu : Dazaifu (interconnexion)                          | Chikushino         |
| T14    | Murasaki                    | 紫              | 16,1          |                                                                | Chikushino         |
| T15    | Asakuragaidō                | 朝倉街道        | 17,6          |                                                                | Chikushino         |
| T16    | Sakuradai                   | 桜台            | 19,4          |                                                                | Chikushino         |
| T17    | Chikushi                    | 筑紫            | 20,8          |                                                                | Chikushino         |
| T18    | Tsuko                       | 津古            | 23,0          |                                                                | Ogōri              |
| T19    | Mikunigaoka                 | 三国が丘        | 24,1          |                                                                | Ogōri              |
| T20    | Mitsusawa                   | 三沢            | 25,6          |                                                                | Ogōri              |
| T21    | Ōho                         | 大保            | 27,0          |                                                                | Ogōri              |
| T22    | Nishitetsu Ogōri            | 西鉄小郡        | 28,7          | Amatetsu : Amagi (à Ogōri)                                     | Ogōri              |
| T23    | Hatama                      | 端間            | 30,7          |                                                                | Ogōri              |
| T24    | Ajisaka                     | 味坂            | 33,7          |                                                                | Ogōri              |
| T25    | Miyanojin                   | 宮の陣          | 36,5          | Nishitetsu : Amagi (interconnexion)                            | Kurume             |
| T26    | Kushiwara                   | 櫛原            | 37,7          |                                                                | Kurume             |
| T27    | Nishitetsu Kurume           | 西鉄久留米      | 38,6          |                                                                | Kurume             |
| T28    | Hanabatake                  | 花畑            | 39,5          |                                                                | Kurume             |
| T29    | Shikenjōmae                 | 試験場前        | 40,1          |                                                                | Kurume             |
| T30    | Tsubuku                     | 津福            | 41,4          |                                                                | Kurume             |
| T31    | Yasutake                    | 安武            | 42,8          |                                                                | Kurume             |
| T32    | Daizenji                    | 大善寺          | 45,1          |                                                                | Kurume             |
| T33    | Mizuma                      | 三潴            | 46,9          |                                                                | Kurume             |
| T34    | Inuzuka                     | 犬塚            | 48,0          |                                                                | Kurume             |
| T35    | Ōmizo                       | 大溝            | 50,6          |                                                                | Ōki                |
| T36    | Hatchōmuta                  | 八丁牟田        | 52,9          |                                                                | Ōki                |
| T37    | Kamachi                     | 蒲池            | 55,5          |                                                                | Yanagawa           |
| T38    | Yakabe                      | 矢加部          | 57,3          |                                                                | Yanagawa           |
| T39    | Nishitetsu Yanagawa         | 西鉄柳川        | 58,4          |                                                                | Yanagawa           |
| T40    | Tokumasu                    | 徳益            | 59,7          |                                                                | Yanagawa           |
| T41    | Shiotsuka                   | 塩塚            | 61,1          |                                                                | Yanagawa           |
| T42    | Nishitetsu Nakashima        | 西鉄中島        | 63,5          |                                                                | Yanagawa           |
| T43    | Enoura                      | 江の浦          | 65,1          |                                                                | Miyama             |
| T44    | Hiraki                      | 開              | 66,6          |                                                                | Miyama             |
| T45    | Nishitetsu Wataze           | 渡瀬            | 67,9          |                                                                | Ōmuta              |
| T46    | Kuranaga                    | 倉永            | 69,6          |                                                                | Ōmuta              |
| T47    | Higashi-Amagi               | 東甘木          | 70,8          |                                                                | Ōmuta              |
| T48    | Nishitetsu Ginsui           | 銀水            | 72,1          |                                                                | Ōmuta              |
| T49    | Shin-Sakaemachi             | 新栄町          | 73,7          |                                                                | Ōmuta              |
| T50    | Ōmuta                       | 大牟田          | 74.8          | JR Kyushu : Kagoshima                                          | Ōmuta              |